# General Mediterranean Holding
General Mediterranean Holding (GMH) är ett finansiellt holdingbolag som bildades 1979 i Luxemburg City, i södra Luxemburg, och grundades av den assyriska affärsmannen Nadhmi Auchi.
GMH har en bred verksamhet med aktiviteter inom Bank & Finans, Fastigheter & byggnad, Hotell & Fritid, Industri, handel & läkemedel, kommunikation & IT och Luftfart.
Dess intressen spänner över Medelhavet och därefter, med över 120 företag som sysselsätter cirka 11.000 anställda med representation i Mellanöstern, Nordafrika, Europa, Amerika, Västindien, Asien Sub kontinenten och Stillahavsregionen.